# Edgar Vaca
Edgar Vaca Barbosa (2 mei 1956) is een voormalig Boliviaans voetballer, die speelde als verdediger. Hij beëindigde zijn actieve loopbaan in 1985 bij de Boliviaanse club Club Oriente Petrolero.

## Clubcarrière
Vaca begon zijn professionele loopbaan bij Club Bolívar en kwam daarnaast uit voor de Boliviaanse topclub Club Blooming. Ook speelde hij voor Guabirá.

## Interlandcarrière
Vaca speelde in totaal dertig interlands voor Bolivia in de periode 1979-1985. Onder leiding van bondscoach Ramiro Blacutt maakte hij zijn debuut op 10 juli 1979 in de vriendschappelijke thuiswedstrijd tegen Paraguay (3-1), net als aanvaller Silvio Rojas en middenvelder Carlos Borja. Vaca nam met zijn vaderland tweemaal deel aan de strijd om de Copa América: 1979 en 1983.